# Ilkka Herola
Ilkka Herola (Siilinjärvi, 22 de junio de 1995) es un deportista finlandés que compite en esquí en la modalidad de combinada nórdica.
Ganó una medalla de plata en el Campeonato Mundial de Esquí Nórdico de 2021, en el trampolín normal + 10 km individual. Participó en dos Juegos Olímpicos de Invierno, en los años 2014 y 2018, ocupando el sexto lugar en Pyeongchang 2018, en la prueba por equipos.

## Palmarés internacional
| Campeonato Mundial | Campeonato Mundial    | Campeonato Mundial | Campeonato Mundial    |
| Año                | Lugar                 | Medalla            | Prueba                |
| ------------------ | --------------------- | ------------------ | --------------------- |
| 2021               | Oberstdorf (Alemania) | Medalla de plata   | TN + 10 km individual |